# Zimmer & Co.
Chemische Werke Zimmer & Co. war von 1921 bis 1983 ein Unternehmen in Berlin-Plötzensee. Vor dem Zweiten Weltkrieg stellte es bituminöse Dichtungs- und Beschichtungsmaterialien für die Bauindustrie her. Ab 1943 wurde eine Beschichtung, auch mit der Bezeichnung Zimmerit, von der deutschen Wehrmacht zur Beschichtung von Panzern zum Schutz gegen magnetische Haftminen eingesetzt.

## Unternehmen
Die 1921 von Louis Zimmer in Berlin gegründete Firma Chemische Werke Zimmer & Co. stellte Farben und Dichtungsmittel mit dem Markennamen „Zimmerit“ für die Bauindustrie her. Weiterentwickelt und erfolgreich bei zahlreichen Bauvorhaben eingesetzt wurden diese Mittel v. a., nachdem sich 1925 die Simon KG an ihr beteiligt hatte und sie von dem Chemiker Hermann Simon geleitet wurde. 1937/38 wurde die Firma von Walter Brauer, Inhaber eines Maschinenbau-Unternehmens in Berlin, „arisiert“. Im Zweiten Weltkrieg betrieb sie ab 1940 eine Niederlassung in Lille, geleitet von Friedrich Joseph Pungs, mit einer Zweigstelle in Ostende, die Flugfelder und Bauten des Atlantikwalls mit ihren Produkten ausstattete und tarnte.
Hermann Simon emigrierte nach England und baute dort die Firma Evode Ltd. mit weitgehend gleichen Produkten und z. T. auch ähnlichen Bezeichnungen auf, die im Zweiten Weltkrieg dort Lieferant der Alliierten war.
Mit dem Tod Walter Brauers wurde das Unternehmen Zimmer & Co. 1983 liquidiert; den Betrieb hatte es da schon lange eingestellt.

## Zimmerit

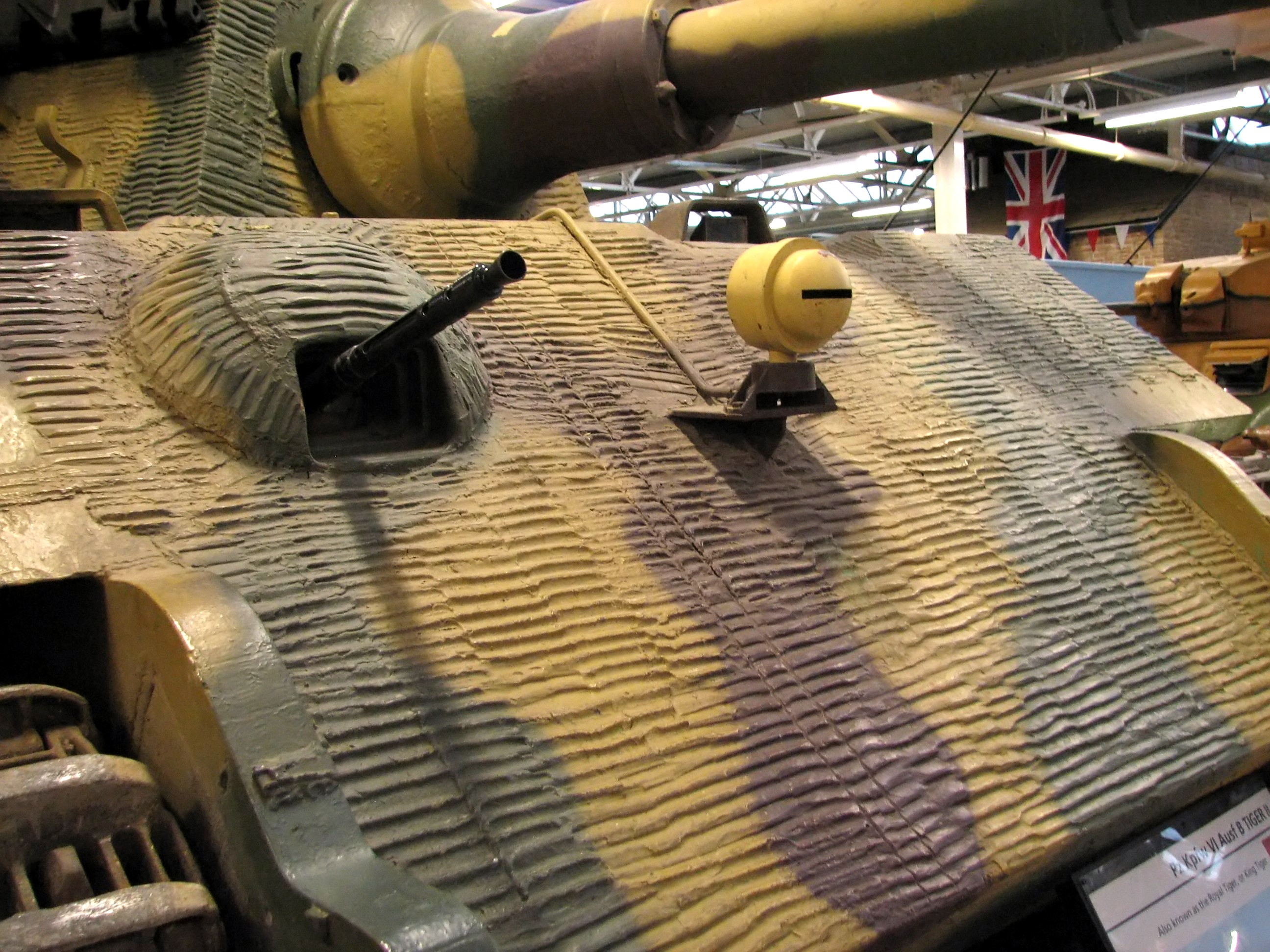
Zimmerit an der Oberwanne eines Tiger II

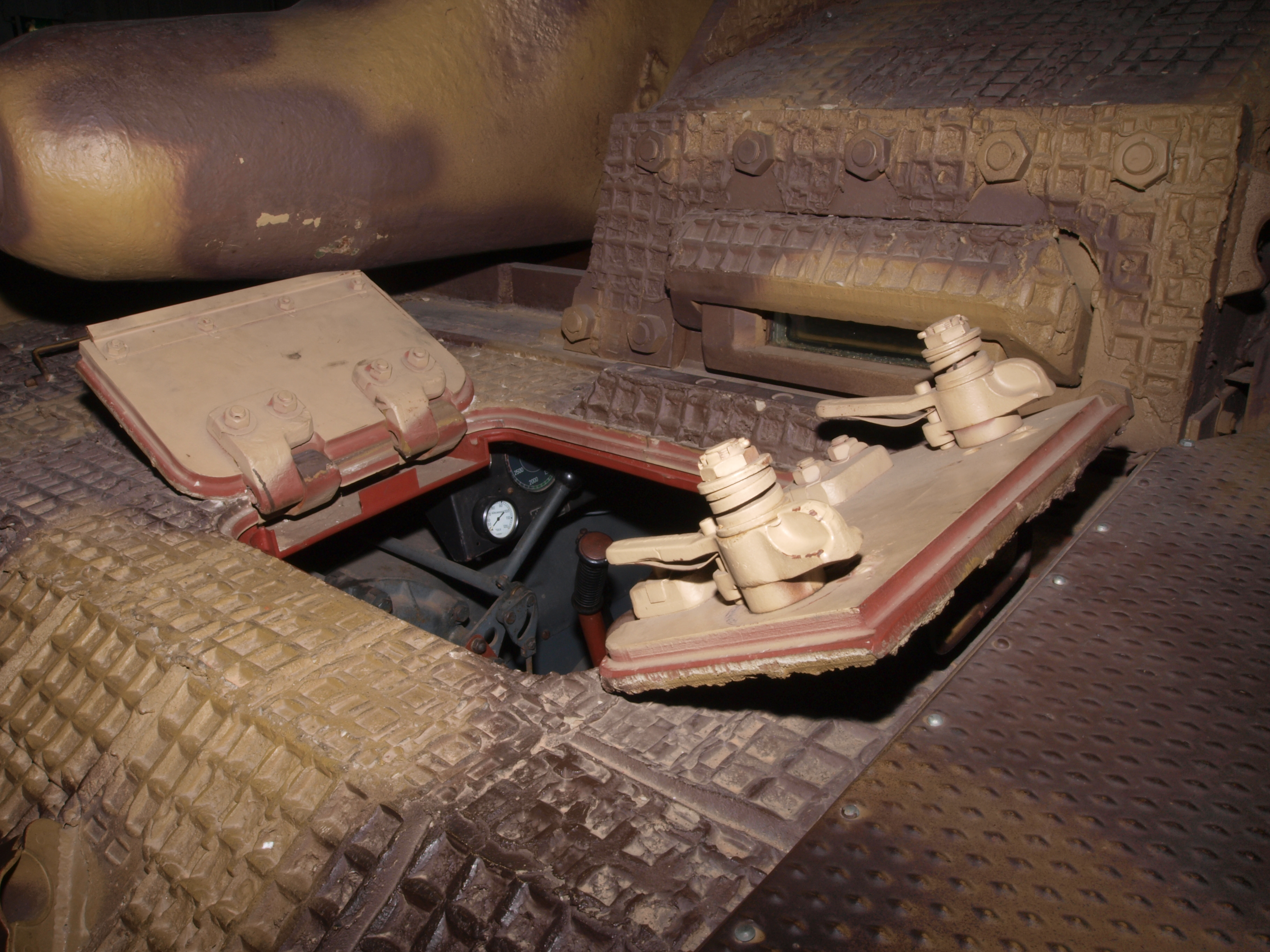
Mit Stempel aufgetragenes Zimmerit am Sturmgeschütz III

Die Verwendung der Paste der Firma Zimmer unter dem Markennamen Zimmerit erfolgte erstmals im November 1943 in den Werken von Alkett und Daimler-Benz. Eine systematische Verwendung auf neu produzierten Fahrzeugen wurde mit einem Befehl des Oberkommando des Heeres vom 29. Dezember 1943 angewiesen.

### Material
Das 1943 entwickelte Zimmerit war eine betonartige Paste aus Bariumsulfat (40 %), Polyvinylacetat (25 %), Ockerpigment (15 %), Sägemehl (10 %) und Zinksulfid (10 %). Als Lösungsmittel für die Verarbeitbarkeit enthielt die Rohpaste einen Anteil Aceton. Das Material wurde in weicher Konsistenz auf die für einen Infanteristen erreichbaren Panzerungsteile deutscher Kampffahrzeuge aufgetragen und anschließend mit einer Lötlampe durch Erhitzen gehärtet. 

### Verwendung
Durch den Auftrag auf die Panzerplatten der Fahrzeuge mittels Spachtel wurde eine unebene, stark strukturierte wenig magnetische Oberfläche angestrebt, auf der magnetische Minen und Sprengladungen schlecht hafteten. Zimmerit wurde deshalb nie flächig, sondern mit Zahnspachteln gestreift aufgetragen oder mit Stempeln in Waffelform aufgebracht, so dass sich eine charakteristische Oberflächenstruktur ergab. Hiermit sollte ein möglichst großen Abstand zwischen der Panzerstahloberfläche und etwaigen Magneten der Haftladungen geschaffen und gleichzeitig Materialeinsatz, Gewicht und Trocknungszeit so gering wie möglich gehalten werden. Für ein Sturmgeschütz beispielsweise waren etwa 70 Kilogramm Zimmerit erforderlich.
Der Auftrag erfolgte üblicherweise in zwei Arbeitsschritten, einer etwa 5 mm starken Grundschicht und einer später aufgetragenen Struktur.
Sofern der Härtungsprozess nicht mittels einer Lötlampe unterstützt wurde, dauerte das Durchhärten des Materials etwa 8 Tage.

### Grund des Einsatzes
Das Auftragen von Zimmerit erschien zunächst paradox, da die deutschen Streitkräfte die einzigen waren, die magnetische Haftminen im größeren Stil einsetzten. Es wurde jedoch befürchtet, dass alliierte Streitkräfte, insbesondere die sowjetischen Streitkräfte, die von deutschen Panzerbekämpfern eingesetzten Hafthohlladung kopieren könnten. Erste sowjetische Panzerbekämpfer mit magnetischen Panzerbekämpfungswaffen waren in den Kämpfen auf dem östlichen Kriegsschauplatz festgestellt worden.

### Ende der Verwendung
Im 9. September 1944 wurde das Auftragen von Zimmerit auf den Befehl des Oberkommando des Heeres (OKH) hin abrupt beendet, als das Gerücht aufkam, die Mischung könne durch Geschosseinwirkung in Brand geraten. Das Gerücht konnte zwar durch Beschusstests widerlegt werden, dennoch kam Zimmerit bis Kriegsende nicht mehr zum Einsatz.

### Nebeneffekt
Auch wenn die Gesamtsilhouette eines mit Zimmerit bearbeiteten Fahrzeugs nicht verändert war, so ergaben sich insbesondere in der Verbindung mit lokaler Vegetation und Tarnnetzen durch die Verwendung Effekte, welche den Tarnanstrich der Fahrzeuge wirksamer machten. Dies führte dazu, dass Fahrzeugbesatzungen eine positive Einstellung zu Zimmerit hatten.